# Edrīsī-ye Soflá
Edrīsī-ye Soflá (persiska: ادریسی سفلی) är en ort i Iran.   Den ligger i provinsen Khuzestan, i den västra delen av landet, 400 km sydväst om huvudstaden Teheran. Edrīsī-ye Soflá ligger 486 meter över havet och antalet invånare är 156.
Terrängen runt Edrīsī-ye Soflá är varierad. Runt Edrīsī-ye Soflá är det ganska tätbefolkat, med 104 invånare per kvadratkilometer. Närmaste större samhälle är Jūrvand, 8,3 km väster om Edrīsī-ye Soflá. Omgivningarna runt Edrīsī-ye Soflá är i huvudsak ett öppet busklandskap.